# لاترا
لاترا (به ایتالیایی: Latera) یک منطقهٔ مسکونی در ایتالیا است که در استان ویتربو واقع شده‌است.

## خصوصیات
لاترا ۲۲٫۶۶ کیلومترمربع مساحت و ۹۷۸ نفر جمعیت دارد و ۵۰۸ متر بالاتر از سطح دریا واقع شده‌است.